# Нътхърст
Нътхърст (на английски: Nuthurst) е село в графство Западен Съсекс, югоизточна Англия. Населението му е около 1 800 души (2011).
Разположено е на 54 метра надморска височина в равнината Хай Уийлд, на 6 километра южно от Хоршъм и на 22 километра северно от брега на Ла Манш. Селището се споменава за пръв път през 1228 година.

## Известни личности
Родени в Нътхърст
- Невил Хендерсън (1882 – 1942), дипломат